# تازة كند عليا (هريس)
تازة كند عليا هي قرية في مقاطعة هريس، إيران. عدد سكان هذه القرية هو 121 في سنة 2006.